# 布賴恩特 (阿肯色州)
布賴恩特（英語：Bryant）是一個位於美國阿肯色州薩林縣的城市。

## 地理
布賴恩特的座標為34°36′49″N 92°29′29″W / 34.61361°N 92.49139°W，而該地的平均海拔高度為126米（即413英尺）。

## 人口
根據2010年美國人口普查的數據，布賴恩特的面積為53.31平方千米，當中陸地面積為53.08平方千米，而水域面積為0.23平方千米。當地共有人口20663人，而人口密度為每平方千米387人。